# Paláncz Ferenc
Paláncz Ferenc (Békéscsaba, 1932. szeptember 6. – Budapest, 2001. június 12.) Jászai Mari-díjas magyar színész, a Győri Nemzeti Színház örökös tagja.

## Életpályája
Békéscsabán született, 1932. szeptember 6-án. Amatőr színészként kezdte pályáját. A Színház – és Filmművészeti Főiskolán 1959-ben színészként diplomázott, majd az egri Gárdonyi Géza Színházhoz szerződött. 1966-tól a Miskolci Nemzeti Színházban játszott, 1976-tól a Szegedi Nemzeti Színház tagja volt. 1979-től a győri Kisfaludy Színház művésze volt. 1969-ben Jászai Mari-díjat kapott, 1989-ben megválasztották a Győri Nemzeti Színház Örökös Tagjai közé.

## Fontosabb színházi szerepei
- Jókai Mór: Az aranyember... Tímár Mihály
- George Bernard Shaw: Szent Johanna... Fattyú
- Molière: Fösvény... Fecske
- Vszevolod Vitaljevics Visnyevszkij: Optimista tragédia... Alekszej
- Borisz Leontyevics Gorbatov: Egy éjszaka... Csernik
- Hans Pfeiffer: A lampionok ünnepe... James
- Ivan Bukovčan: Struccok estélye... Serif
- Alexandru Kiriţescu: Szarkafészek... Mircea Aldea
- Ireneusz Iredyński: Isten veled, Júdás... Péter
- Đorđe Lebović: Halleluja!... szereplő
- Alekszandr Gelman: Magasfeszültség... A férfi
- Vladlen Dozorcev: Az utolsó ügyfél... Kazmin Andrej Andrejevics, miniszterhelyettes
- Alekszej Nyikolajevics Arbuzov: Irkutszki történet... Viktor
- Darvas József: Hajnali tűz... Bónis Jóska
- Darvas József: Kormos ég... Joó András
- Darvas József: A törökverő... Hunyady
- Borisz Lvovics Vasziljev: A hajnalok itt csendesek... Vaszkov
- Illyés Gyula: Fáklyaláng... Kossuth
- Illyés Gyula: Testvérek... Dózsa György
- Katona József: Bánk bán... Bánk bán
- Madách Imre: Az ember tragédiája... Ráfáel főangyal; Agg eretnek; Bábjátékos; Eszkimó
- William Shakespeare: Hamlet... Claudius
- William Shakespeare: Macbeth... Macbeth
- William Shakespeare: Szentivánéji álom... Zuboly
- William Shakespeare: Ahogy tetszik... Corinnus
- William Shakespeare: Sok hűhó semmiért
- Anton Pavlovics Csehov: Három nővér... Versinyin
- Anton Pavlovics Csehov: Sirály... Samrajev
- Bertolt Brecht – Kurt Weill: Koldusopera... Peacock
- Bertolt Brecht: A rettegés birodalma... SS őr
- Federico García Lorca: Yerma... Huan
- Eugène Scribe: Egy pohár víz... Masham
- Makszim Gorkij: Éjjeli menedékhely... Színész
- Makszim Gorkij: Ellenségek... Jákov Bárdin
- Fejes Endre: Rozsdatemető... Hábetler Jani
- Gáspár Margit: Hamletnek nincs igaza... Sümegi Nagy Balázs
- Csiky Gergely: Nagymama... Kálmán
- Vörösmarty Mihály: Csongor és Tünde... Balga
- Szép Ernő: Patika... Pap Ferke
- Móricz Zsigmond: Úri muri... Csörgheő Csuli
- Friedrich Dürrenmatt: Fizikusok... Richard Voss, detektívfelügyelő
- Friedrich Dürrenmatt: A nagy Romulus... szereplő
- Csurka István: Döglött aknák... Pál
- Sánta Ferenc: Éjszaka... Paraszt
- Örsi Ferenc: Kilóg a lóláb... Tóth Pista
- Tóth Miklós: Jegygyűrű a mellényzsebben... Barsi Pál
- Csizmarek Mátyás: Érdekházasság... Szabó
- John Steinbeck: Egerek és emberek... Lennie
- Arthur Miller: Pillantás a hídról... Eddie Carbone
- Molnár Ferenc: Liliom... Liliom
- Molnár Ferenc: Olympia... Krehl, osztrák csendőr alezredes
- Görgey Gábor: Komámasszony, hol a stukker?... Márton, a vidéki
- Németh László: Nagy család... Tóth Sándor
- Németh László: Bodnárné... Ifj. Bodnár János
- Kállai István: Férjek a küszöbön... Gyula bácsi
- Sándor Iván: Tiszaeszlár... Sarf László
- Abody Béla: Nyomozás... Bálint
- Georg Büchner: Danton halála... Simon
- Joseph Kesselring: Arzén és levendula... O’Hara
- Johann Strauss: A denevér... Frosch

## Filmjei

### Játékfilmek
- A harangok Rómába mentek (1958)
- Bogáncs (1958)
- Tegnap (1958)
- Szerelem csütörtök (1959)
- Szombattól hétfőig (1959)
- Sodrásban (1964) – A vizsgáló rendőr törzsőrmester
- Égi bárány (1970)
- Magasiskola (1970)
- Mérsékelt égöv (1970) – Erdész
- Holt vidék (1971) – Benyó János
- Meztelen vagy (1971) – Rendőr
- Makra (1972)[1]
- Plusz-mínusz egy nap (1972)
- Romantika (1972)
- Utazás Jakabbal (1972) – Lajos, a csapos
- A járvány (1975) – Varga János
- Az idők kezdetén (1975)
- Ha megjön József (1975) – Karcsi
- A kard (1976) – Vámtiszt
- Pókfoci (1976)
- A néma dosszié (1977)
- Legato (1977) – Nyerges János
- Magánnyomozás egy öngyilkosság ügyében (1977)
- 80 huszár (1978)
- Koportos (1979) – Kocsis
- A Pogány Madonna (1980) – Járőr
- Cserepek (1980)
- Fábián Bálint találkozása Istennel (1980)
- Szívzűr (1981)
- Visszaesők (1983) – Kálmán
- Uramisten (1984) – Dr. Szűcs Emil ügyvéd
- A rejtőzködő (1985)
- Első kétszáz évem (1985) – Surányi testvér
- Rutinmunka (1985) – Kolozs
- Kiáltás és kiáltás (1987)
- Vadon (1988)
- A legényanya (1989)
- Magyar rekviem (1990)
- Csapd le csacsi! (1991)

### Tévéfilmek, televíziós sorozatok
- Egy ablak világít (1959) – Fábián Miska
- A menekülő herceg (1973)
- Egy ember és a többiek (1973)
- Szép maszkok 2-3. (1973)
- Pokolraszállás (1974)
- A feladat 1-2. (1975) – Norman
- Az utolsó tánctanár (1975)
- Fejezetek a Rákóczi-szabadságharcból 2-3. (1976)
- Gyémántok (1976)
- Tizenegy több mint három (1976) – Noskó Feri
- Petőfi – 3. rész: Sors, nyiss nekem tért… (1977)
- Z. szerkesztő emlékezetes esetei (1977) – Kálmán
- Zokogó majom 1-5. (1978)
- Küszöbök (1979, tévésorozat) – Gestapo tiszt
- Bolondnagysága (1981) – Ifj. Csóka
- A tizenharmadik elnök (1983)
- Ha az igazságra esküdtél 1-2. (1983)
- Rutinmunka (1984)[2] – Kolozs
- Isten teremtményei (1986)
- Meddőhányó (1987)
- Az angol királynő (1988)
- Peer Gynt (1988)
- Égető Eszter – 5. rész: Tanyai internátus (1989)
- Egy államférfi vallomásai (1989)
- Freytág testvérek 1-5. (1989)
- Játékosok (1990) – Alekszej
- Angyalbőrben – 12. rész: Elveszett szakasz (1991)
- Pénzt, de sokat! (1991)
- Az édesanya (1992)

### Szinkronszerepei
| Év   | Cím                                   | Szereplő           | Színész             | Szinkron év |
| ---- | ------------------------------------- | ------------------ | ------------------- | ----------- |
| 1958 | A nyomorultak                         | Enjolras           | Serge Reggiani      | 1959        |
| 1962 | Iván gyermekkora (2. magyar szinkron) | Holin kapitány     | Valentyin Zubkov    | 1981        |
| 1963 | Élők és holtak                        | Hadseregparancsnok | N/A                 | 1964        |
| 1964 | A bárány                              | Elli apja          | Willy Leyrer        | 1975        |
| 1974 | A fehér csuklya                       | Jakov              | Afanaszij Kocsetkov | 1976        |

## Díjai, elismerései
- Jászai Mari-díj (1969)
- Győri Nemzeti Színház Örökös Tagja (1989)
- Gyulai városi nívódíj

## Emlékezete
Családja, barátai és tisztelői 2013. június 12-én emléktáblát avattak Budapesten, egykori lakóhelyén, a Tétényi út 36/b szám alatt, melyet Újbuda Önkormányzata és a Győri Nemzeti Színház közösen állíttatott.